# Пароди Лигуре
Пароди Лигуре (итал. Parodi Ligure) је насеље у Италији у округу Алесандрија, региону Пијемонт.
Према процени из 2011. у насељу је живело 136 становника. Насеље се налази на надморској висини од 352 м.

## Становништво
| 1931. | 1936. | 1951. | 1961. | 1971. | 1981. | 1991. | 2001. | 2011. |
| ----- | ----- | ----- | ----- | ----- | ----- | ----- | ----- | ----- |
| 1.834 | 1.660 | 1.425 | 1.148 | 1.031 | 854   | 745   | 721   | 710   |